# Corica soborna
Corica soborna es una especie de peces clupeiformes perteneciente a la família Clupeidae.

## Descripción
- Puede llegar a 4,1 cm de longitud máxima.
- 12-18 radios todos en la aleta dorsal y 16-27 en la anal.[5]

## Hábitat
Es un pez de agua dulce, salobre y marina, pelágico y de clima tropical (24°N-3°S, 81°E-114°E).

## Distribución geográfica
Es encuentra en Indonesia, Malasia, Brunéi y la India.

## Observaciones
Es inofensivo para los humanos.